# Ústav Gustava Roussyho
Ústav Gustava Roussyho (francouzsky Gustave Roussy, do roku 2013 Institut Gustave-Roussy) je centrum pro výzkum a léčbu rakoviny i výuku onkologie se sídlem ve Villejuif ve Val-de-Marne ve Francii, na jižním okraji Paříže. Patří mezi přední evropská centra boje proti rakovině i odborného vzdělávání v onkologii.

## Historie
Ústav založil roku 1926 švýcarsko-francouzský onkolog Gustave Roussy, roku 1934 byla slavnostně otevřena první samostatná budova a v letech 1964-1980 byl vybudován hlavní kampus s ústřední věží a několika paprskovitými křídly podle návrhu architekta Pierra Laborde. Jsou v něm soustředěny prostory a laboratoře pro 34 vědeckých týmů, lůžková část se 427 lůžky a 128 místy pro denní vyšetření, výukové prostory pro 3300 prezenčních studentů onkologických specializací, vedle 245 doktorských. V dubnu 2019 byly slavnostně otevřeny tři nové sály intervenční radiologie, čímž se ústav stal největší platformou tohoto typu v Evropě, věnovanou výhradně onkologii.

## Výkony
Z asi 3100 zaměstnanců je 950 zaměstnáno ve výzkumu, z toho asi 520 lékařů. Celkový roční rozpočet činí téměř 400 milionů EUR, z toho asi 76 milionů je určeno pro výzkum a asi 35 milionů je ze soukromých darů a odkazů. Ústav pečuje o asi 48 tisíc pacientů, z nichž 27 % se účastní výzkumů. Ročně ústav uskuteční 19 400 hospitalizací, 58 tisíc ambulantních vyšetření a asi 4000 radioterapií. Kromě účasti na výuce univerzitních studentů medicíny poskytuje ústav dálkové další vzdělávání asi 6700 lékařů. Pracovníci ústavu publikovali v roce 2018 304 prací v mezinárodních časopisech s IF > 10 a získali 74 skupin patentů.